# Convento de São Gonçalo

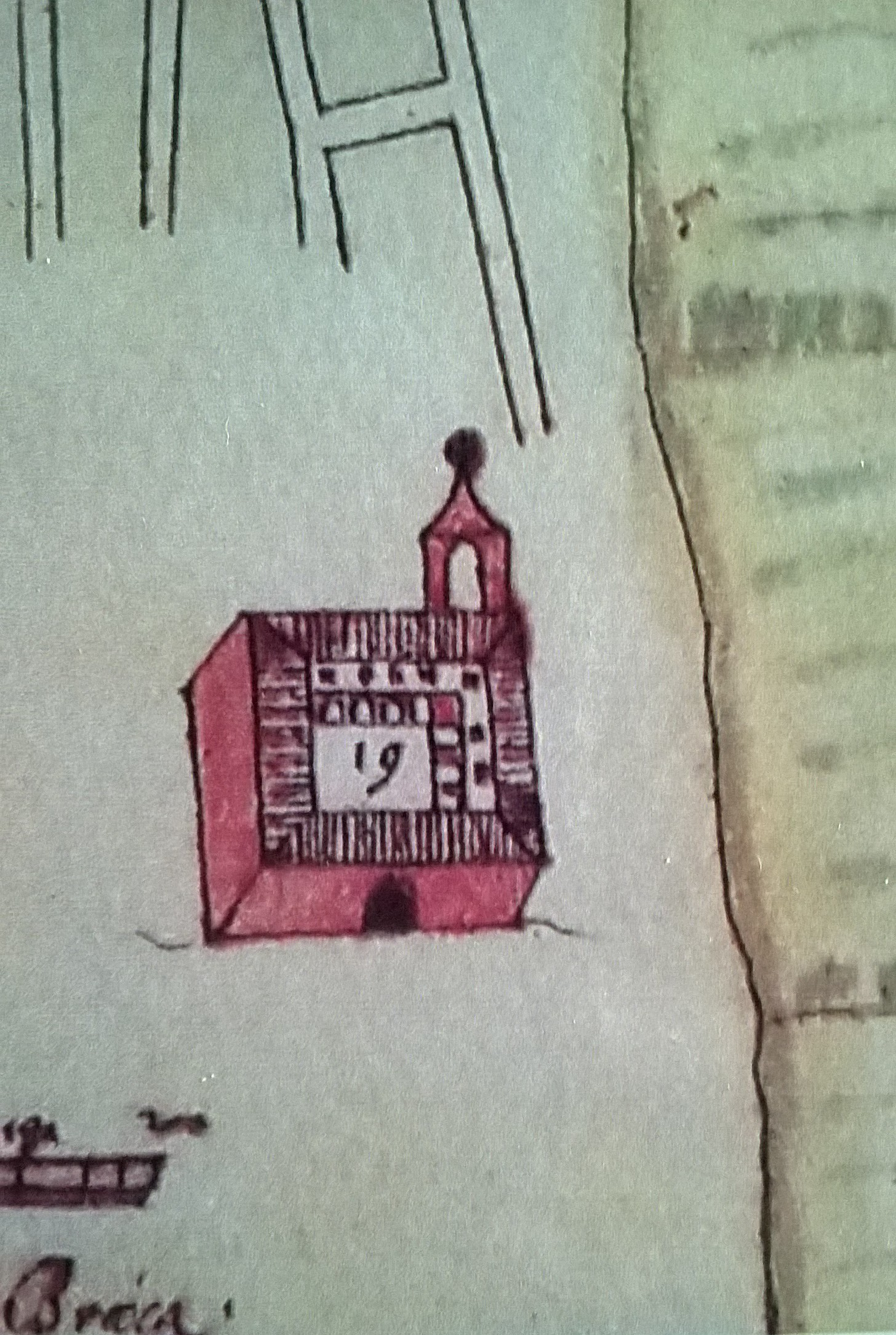
Convento de São Gonçalo (detalhe), s.a., s.d. (início do século XVII)

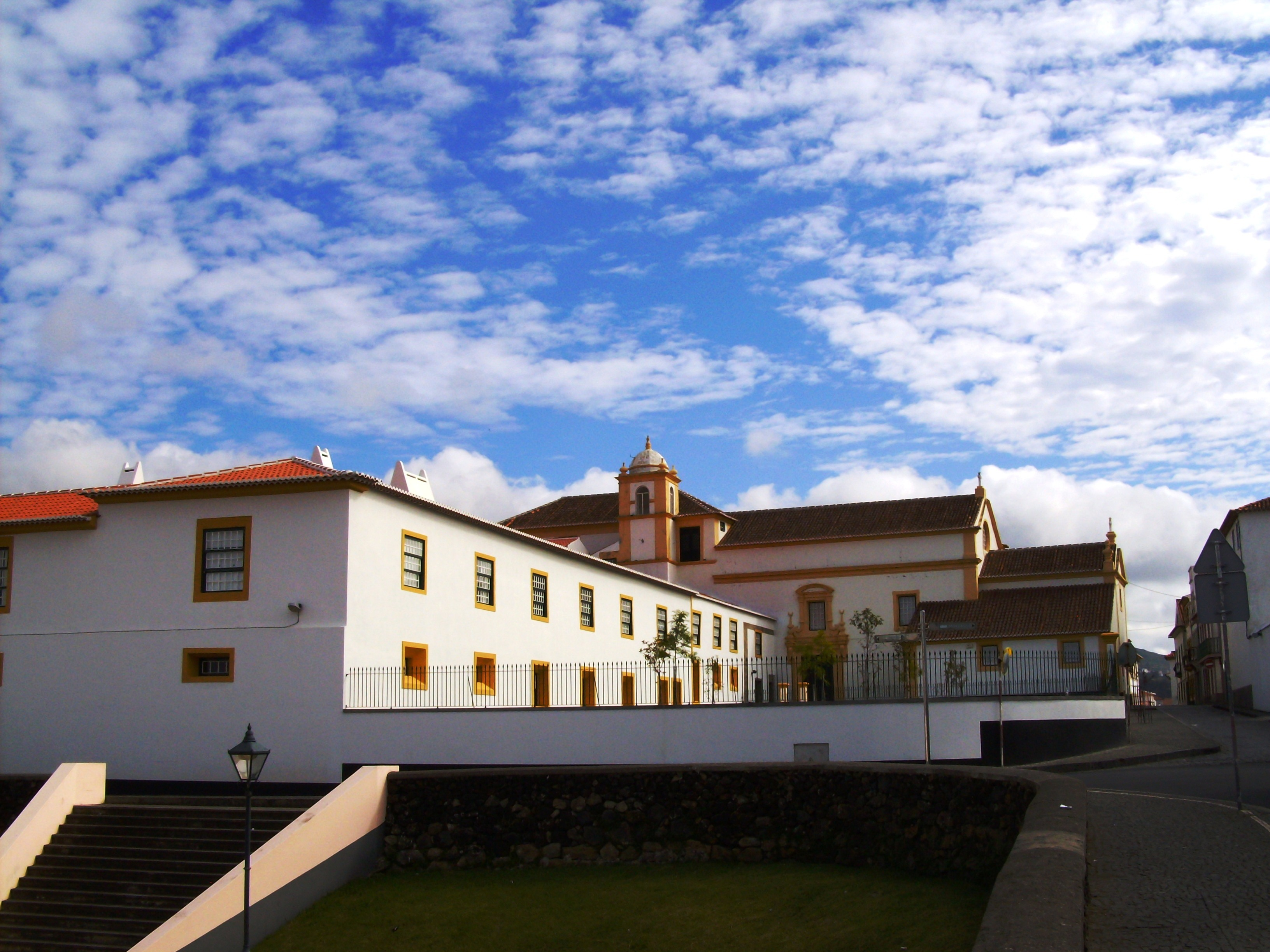
Convento de São Gonçalo: exterior

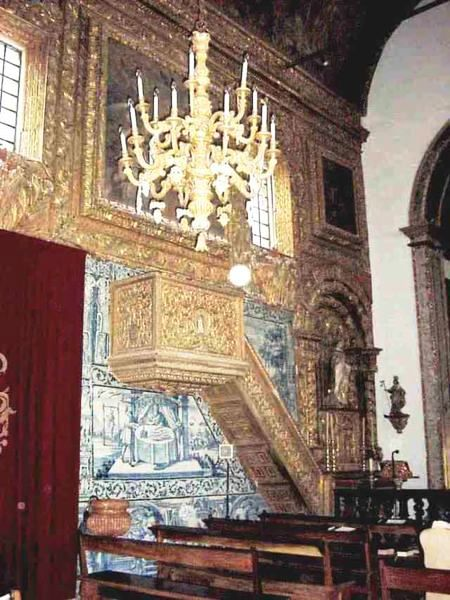
Igreja de São Gonçalo: painel de azulejos

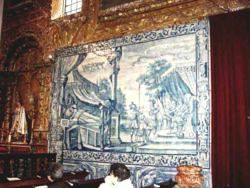
Igreja de São Gonçalo: detalhe dos painéis de azulejos

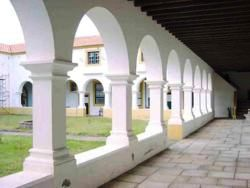
Convento de São Gonçalo: colunata do claustro

O Convento de São Gonçalo, também referido como Mosteiro e Igreja de São Gonçalo, localiza-se no centro histórico da cidade e no município de Angra do Heroísmo, na Ilha Terceira, nos Açores.
É considerado o maior e mais antigo convento da cidade e o maior do arquipélago, tendo chegado a abrigar mais de cem religiosas. Constituiu-se em reputado centro de educação e de belas-artes, chegando a reunir duas centenas de educandas, que aqui tinham aulas de música, canto, desenho, pintura e humanidades.
O Convento de São Gonçalo encontra-se classificado como Imóvel de Interesse Público desde 1971.

## História
O seu estabelecimento deve-se a Brás Pires do Canto, que em 1542 obteve do Papa Paulo III a bula de autorização para a fundação do que seria o primeiro convento de freiras de Angra. Foi destinado a freiras Clarissas (de clausura), e aí se recolheram as suas duas filhas, uma das quais foi a sua primeira abadessa.
O aumento do número de religiosas que se registou durante os séculos XVI e XVII, levou à ampliação das primitivas instalações, que ocuparam o local onde a primitiva igreja (orientada a Leste) estava situada, e da qual ainda existem vestígios integrados nas paredes do claustro Sul. Após essa ampliação, uma nova igreja foi iniciada em fins do século XVII, estando a sua decoração interior concluída em meados do século seguinte. A Igreja de São Gonçalo foi inaugurada em 1776 e abriga a antiga Irmandade de Nossa Senhora da Boa Morte e Assunção, atualmente venerável arquiconfraria.
A primeira referência escrita às freiras do convento de São Gonçalo é de Louis-Philippe de Ségur, conde de Ségur (1753-1830), que quando de sua passagem pela Terceira em 1782 rumo aos Estados Unidos, registou a clausura e a beleza das freiras, classificando-as de "não tanto obsequiosas como licenciosas".
No contexto da Guerra Civil Portuguesa, durante os dois anos da presença das forças liberais portuguesas na Terceira (1830-1832) de acordo com o historiador terceirense Francisco Ferreira Drummond, as freiras deste convento desenvolveram um "ardente desejo da liberdade do século, não se contentando muitas d'ellas com a sua profissão que cobriam de pragas e anátemas". À época, o convento foi "refrigério de emigrados", nele vivendo-se "vida galante", tendo nele o próprio Pedro IV de Portugal a sua "freira dilecta", com quem partilhava "melodiosos accentos de poesia".
Teotónio de Ornelas Bruges Paim da Câmara, futuro visconde de Bruges e depois conde da Praia da Vitória, um rico terratenente da Terceira e apoiante da causa liberal, tinha também o seu derriço em S. Gonçalo, para onde entrava, segundo é tradição, escondido no cesto da roupa.[carece de fontes?]
Testemunha coeva, José Trasimundo Mascarenhas Barreto, marquês da Fronteira, recordou elogiosamente os dotes das freiras deste convento, no tocante à música, doçaria, confeitaria e licores, mas ressalvou:
"O convento das freiras de S. Gonçalo era um grande recurso para a officialidade dos Corpos, principiando pelo General. Todos ali tinham um derriço, como lhe chamavam, e nunca vi nada mais ridículo do que uma quinta feira de Endoenças na Egreja de S. Gonçalo. As lamentações eram applaudidas com o mesmo enthusiasmo com que são as árias e cavatinas no Theatro de S. Carlos."
A tradição oral refere que uma professa, muito bela, ciente dos hábitos românticos de Pedro IV de Portugal, recusou-se a comparecer a uma entrevista com ele, tendo se fechado em sua cela, razão pela qual foi objeto de pesado corretivo por parte da Madre Abadessa.
Vitorino Nemésio, em seu ensaio "A Terceira durante a Regência", regista que, naquele tempo, "o palratório de S. Gonçalo era mais buliçoso e meiguiceiro que uma gaiola de rolas", complementando que, em vésperas de partida para a guerra daqueles que viriam a ser conhecidos pelos "bravos do Mindelo", eram "as pias madres de S. Gonçalo as grandes mestras do escândalo", recebendo com grande alvoroço, nos seus braços, os "estoicos e azougados oficiais", enquanto a soldadesca, "carne de embarque e matança, sumir-se-ia pelas tabernas dos Quatro Cantos e da Rua das Frigideiras" (hoje rua dos Minhas Terras).
Ao serem extintos os mosteiros em Portugal, em 10 de maio de 1832, este foi o único conservado, recebendo as reclusas de todos os demais da ilha.
Nos finais do século XIX, o seu claustro foi muito danificado por um terramoto, sendo necessária a substituição das colunas toscanas com arcos conupiais, a este, por pilastras.
Encontra-se classificado como Imóvel de Interesse Público pelo Decreto n.º 516/71, de 22 de Novembro, classificação consumida por inclusão no conjunto classificado da Zona Central da Cidade de Angra do Heroísmo, conforme a Resolução n.º 41/80, de 11 de junho, e artigo 10.º e alínea a) do artigo 57.º do Decreto Legislativo Regional n.º 29/2004/A, de 24 de agosto.

## Características
Apresenta dois claustros, cerca e graneis sendo a igreja, com coros alto e baixo, em estilo barroco e conventual, considerados dos melhores exemplos, no arquipélago, da arquitetura do reinado de João V de Portugal.
Três parlatórios, de dupla grade e roda, permitiam o contato entre o grupo de reclusas, filhas da melhor nobreza da ilha, e a comunidade.
No coro baixo da igreja, cujo lajeado em pedra cobre as sepulturas das religiosas, destaca-se uma imagem processional do Senhor dos Passos, junto à grade. O coro alto, assobradado em madeira de cedro ("Juniperus brevifolia"), possui na parede dos fundos um oratório/altar com diversa imaginária religiosa e alfaias cultuais em prata, em grande parte proveniente do antigo Convento de Jesus, na Praia da Vitória, de onde vieram aquando da extinção dos conventos no século XIX. Neste coro, está o cadeiral da Congregação, com figuras míticas (grifos, quimeras) esculpidas nos braços dos assentos. Neste Coro também se pode ver uma original "chinoiserie" no interior do óculo da grade, e um órgão setecentista, assim como uma estante em exótica. A pintura do teto, posterior à do teto da igreja, valoriza o conjunto.
No retábulo em talha da capela-mor, da época em que o rococó se afirmava, vê-se uma escultura seiscentista do Crucificado como Divino Imperador, com a coroa e o ceptro em prata dourada, sobre uma cruz revestida a prata filigranada, num conjunto de grande equilíbrio atribuído a escola espanhola, possivelmente de origem sul-americana. Dispostas nos nichos do retábulo da capela-mor estão as imagens setecentistas de São Francisco de Assis e de Santa Clara.
Do início do século XVIII, as interessantes pinturas sobre tela, emolduradas pela talha dourada do corpo da igreja figuram, do lado da Epístola, o "Menino entre os Doutores", a "Fuga para o Egito", e a "Apresentação no Templo" e, do lado do Evangelho, a "Visitação", a "Anunciação pelo Anjo" e o "Casamento da Virgem". A talha dourada do púlpito e a da respectiva escada é anterior à da nave da igreja.
A decoração setecentista da igreja está ainda representada pelos painéis em azulejos, da época joanina, atribuídos por José Meço a Teotónio dos Santos, discípulo de António Bernardes, que terá realizado esta obra entre 1720 e 1730. Os quatro painéis contam a história de José do Egito, que se inicia do lado do Evangelho, com o rebanho e os irmãos de José, o poço onde este foi aprisionado e narração do sucedido ao pai.
Do lado oposto vê-se o sonho do faraó e a interpretação por José do mesmo. No último painel está representado o triunfo de José do Egito. No chão lajeado da nave, junto à grade, existe uma invulgar pedra tumular, esculpida em mármore relevado.